# 柳女

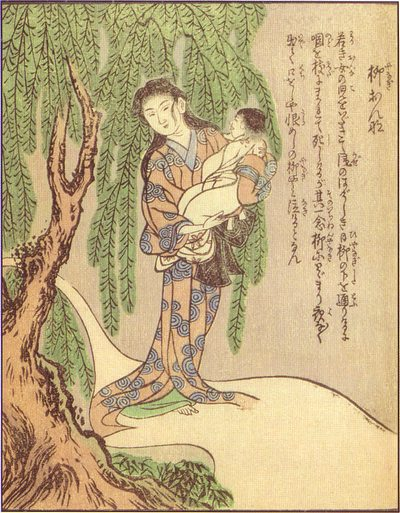
竹原春泉畫『繪本百物語』「柳女」

柳女（やなぎおんな）是江戶時代的怪談集『繪本百物語』中刻畫的喪子的母親的怨念化作的妖怪。

## 概要
繪本百物語描述到
“子供を抱いた女が柳の木の下を歩いていたところ、風に吹かれた枝が女の首に絡みついて死んでしまった。その女の霊が柳に宿り、夜な夜な現れるという”
“有個抱著嬰兒的女人，狂風之日行經柳樹下，女人慘遭柳技纏繞，氣絕身亡，怨念連停留柳樹上，每晚現身訴悲苦，哭訴柳樹久可恨”

## 相關作品
京極夏彥的巷說百物語中藉柳女的傳說刻畫了一起父殺子的恐怖事件。 